# Östra Stenby socken
Östra Stenby socken i Östergötland ingick i Östkinds härad, ingår sedan 1974 i Norrköpings kommun och motsvarar från 2016 Östra Stenby distrikt.
Socknens areal är 37,38 kvadratkilometer, varav 37,36 land. År 2000 fanns här 399 invånare. Slottet Ållonö samt kyrkbyn Östra Stenby med sockenkyrkan Östra Stenby kyrka ligger i socknen. 

## Administrativ historik
Östra Stenby socken har medeltida ursprung under namnet Stens socken. Nuvarande namn började användas före 1750.
Den del av socknen som låg norr om Bråviken, den så kallade Kolmårdsroten, överfördes 1 maj 1885 till Krokeks socken, utom lägenheterna Skyttholmen, Marielund, Skvättan och Sundstugan, vilka fördes till Kvarsebo socken. 
Vid kommunreformen 1862 övergick socknens ansvar för de kyrkliga frågorna till Östra Stenby församling och för de borgerliga frågorna till Östra Stenby landskommun. Landskommunen inkorporerades 1952 i Västra Vikbolandets landskommun som uppgick 1967 i Vikbolandets landskommun och ingår sedan 1974 i Norrköpings kommun. Församlingen uppgick 1 januari 2008 i Västra Vikbolandets församling.
1 januari 2016 inrättades distriktet Östra Stenby, med samma omfattning som församlingen hade 1999/2000.  
Socknen har tillhört samma fögderier och domsagor som Östkinds härad. De indelta båtsmännen tillhörde Östergötlands båtsmanskompani.

## Geografi
Östra Stenby socken ligger på nordvästra delen av Vikbolandet utmed Bråviken huvudsakligen på en halvö. Socknen består av flack bördig slättmark med talrika små skogbeväxta möränkullar.

## Fornlämningar

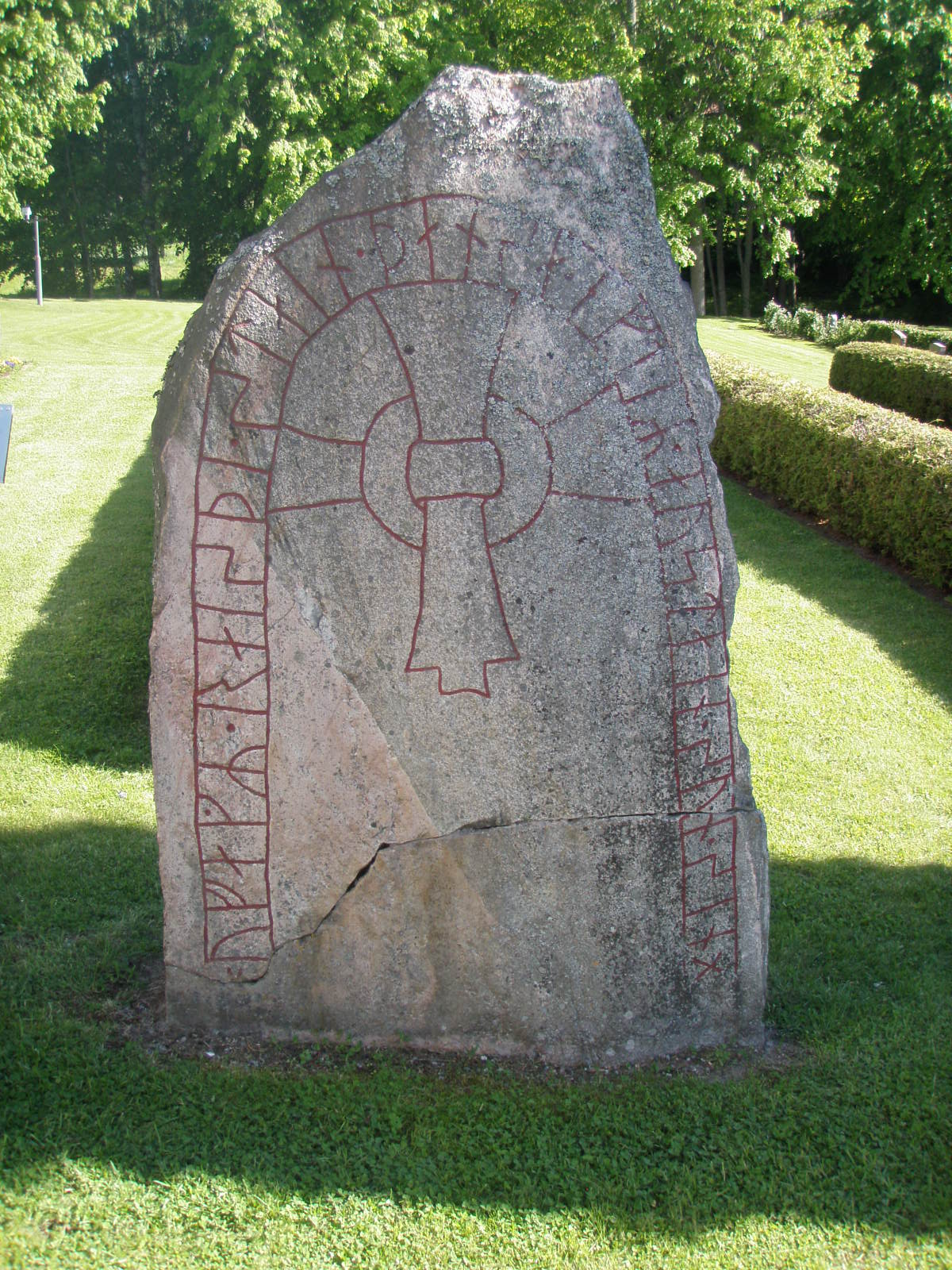
Östergötlands runinskrifter 236 vid kyrkan

Kända från socknen är flera gravrösen och skärvstenhögar från bronsåldern samt omkring 60 gravfält, fem kilometer av stensträngar och fem fornborgar från järnåldern. Sju runristningar är kända, varav sex vid kyrkan.

## Namnet
Namnet (1304 Sten) kommer från kyrkbyn och syftar på en fornborg vid Boberget intill. Namnet har senare utvecklats till Stenbo socken, 'stenbornas socken', som sedan förändrats till nuvarande. Redan på 1500 talen används det särskiljande namnet Steen östra.

### Fotnoter
1. 1 2  Svensk Uppslagsbok andra upplagan 1947–1955: Östra+Stenby socken
2. 1 2  Harlén, Hans; Harlén Eivy (2003). Sverige från A till Ö: geografisk-historisk uppslagsbok. Stockholm: Kommentus. Libris 9337075. ISBN 91-7345-139-8
3. ↑  ”Församlingar”. Statistiska centralbyrån. https://www.scb.se/hitta-statistik/regional-statistik-och-kartor/regionala-indelningar/forsamlingar/. Läst 30 december 2022.
4. ↑  Stenby&Typ=Alla&DatumFran=&DatumTill= Administrativ historik för Östra Stenby socken (Klicka på församlingsposten). Källa: Nationella arkivdatabasen, Riksarkivet.
5. ↑  Om Östergötlands båtsmanskompani
6. ↑  ”Karta över västra Östkinds härad från 1868”. Arkiverad från originalet den 13 april 2018. https://web.archive.org/web/20180413105804/https://kartavdelningen.sub.su.se/images/Ek/E/E-OstkindBjorkekind-v/openlayers.html. Läst 13 april 2018.
7. 1 2  Sjögren, Otto (1931). Sverige geografisk beskrivning del 2 Östergötlands, Jönköpings, Kronobergs, Kalmar och Gotlands län. Stockholm: Wahlström & Widstrand. Libris 9939
8. 1 2  Nationalencyklopedin
9. ↑  Fornlämningar, Statens historiska museum: Östra Stenby socken
10. ↑  Fornminnesregistret, Riksantikvarieämbetet: Östra Stenby socken Fornminnen i socknen erhålls på kartan genom att skriva in sockennamn (utan "socken") i "Ange geografiskt område"
11. ↑  Mats Wahlberg, red (2003). Svenskt ortnamnslexikon. Uppsala: Institutet för språk och folkminnen. Libris 8998039. ISBN 91-7229-020-X. https://isof.diva-portal.org/smash/get/diva2:1175717/FULLTEXT02.pdf